# 虎哉宗乙
虎哉宗乙（1530年—1611年6月18日）是美濃國出身、臨濟宗妙心寺派的僧人。

## 概要
與大虫宗岑（下野雲岩寺僧人）並稱「天下之二甘露門」的名僧。諡號是佛海慈雲禪師。
在甲斐師事岐秀元伯和快川紹喜後，在元龜3年（1572年），因為與伊達輝宗的叔父東昌寺住職大有康甫有親交而受輝宗招聘，曾一度固辭，但是受到再度邀請後應允，於是成為輝宗嫡男伊達政宗的老師，以及米澤近郊（現今山形縣高畠町）資福寺住職。在天正14年（1586年）成為憑弔輝宗菩提的覺範寺鼻祖，後來跟隨政宗移封至岩出山城、仙台。
與政宗終生有師從關係。慶長16年（公元1611年）去世。

## 登場作品
- （演員：大瀧秀治，NHK大河劇，1987年）